# Чудовище

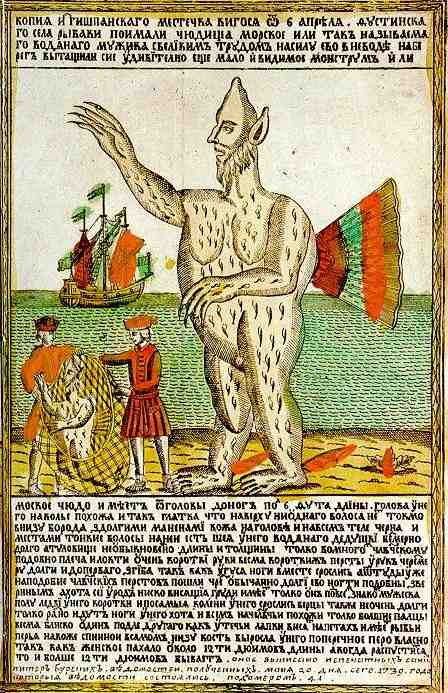
Русский рисованный лубок с изображением и описанием загадочного морского чуда, пойманного в Испании, 1739

Чудо́вище, чу́дище, мо́нстр, страши́лище — фантастическое существо огромных размеров и/или необыкновенного строения. В переносном смысле — человек необыкновенно дурных нравственных качеств.
В большинстве европейских языков слово (к примеру англ. monster или фр. monstre) происходит от лат. monstrum, что изначально означало существ (растений и животных), рождённых со врождёнными уродствами, которые в античности рассматривались как предзнаменования, и изучение которых велось в рамках квазинаучной дисциплины тератологии. Позднее термин был расширен на различные мифические существа, в особенности на гигантских или же химероподобных: собственно химер, кентавров, горгон, русалок или минотавра.
Уже древние греки с одной стороны сублимировали и персонифицировали в образах чудовищ свои инстинктивные страхи, а, с другой стороны, рационализировали их. Античные писатели, такие, как Геродот, придумывали расы чудовищных животных и людей, населяя ими страны Востока. Средневековая Европа и арабский Восток продолжили эту традицию, характерным примером могут служить сказания о Синдбаде-мореходе. Популярным жанром средневековой литературы стал бестиарий — сборник описаний различных животных, зачастую — вымышленных и чудовищных, как правило снабжённых комментариями, трактующими их как христианские аллегории.
В современной культуре различного рода чудовища остаются персонажами сказок и фантастической литературы: например, «Красавица и чудовище».